# نمودار جریان کنترل
این مقاله در مورد دیاگرام جریان در مدل پردازشی تجاری است. برای گراف‌های جهت دار که جریان کنترل برنامه‌های کامپیوتری ضروری را به نمایش می‌گذارند، [�] را ببینید.

یک دیاگرام جریان کنترل، دیاگرامی است که جریان کنترل پردازش‌های تجاری، پردازش یا خلاصه را توضیح می‌دهد
دیاگرام جریان کنترل در سال ۱۹۵۰ ارائه شده‌است و به صورت گسترده در چندین مهندسی انضباط استفاده شده‌است.
آنها یکی از متدولوژی‌های پردازش تجاری کلاسیک هستند، موازی با فلوچارت، دیاگرام جریان داده، دیاگرام بلوک جریان تابعی، چارت گانت، دیاگرام Pert و IDEF

## بررسی اجمالی
یک دیاگرام کنترل جریان داده می‌تواند شامل یک بخش فرعی برای نمایش گام‌های پی در پی، با شروط if-then-else، تکرار، شروط حالت and/or.
اشکال هندسی مناسب مشروح برای نمایش عملیات‌ها، اطلاعات، یا تجهیزات استفاده می‌شوند، و فلش‌ها برای نمایش جریان ترتیبی از یکی به دیگری استفاده می‌شوند

در اینجا چند نوع از دیاگرام جریان کنترل به عنوان نمونه بیان شده‌است:
- دیاگرام جریان کنترل تغییر، استفاده شده در مدیریت پروژه
- دیاگرام جریان کنترل تصمیم پیکربندی، استفاده شده در مدیریت پیکربندی
- دیاگرام جریان کنترل پردازش، استفاده شده در مدیریت پردازش
- دیاگرام جریان کنترل کیفیت، استفاده شده در کنترل کیفیت

در نرم‌افزار و توسعه سیستم‌ها، دیاگرام جریان کنترل می‌تواند در آنالیز جریان کنترل، آنالیز جریان داده، آنالیز الگوریتم، و شبیه‌سازی استفاده شود.

کنترل و داده بیشتر برای سیستم‌های بی درنگ و سیستم‌های داده محور بیشتر مناسب هستند.
این تجزیه و تحلیل جریان، منطق و متن اطلاعات مورد نیاز را به جریان گرافیکی تبدیل می‌کند که تجزیه و تحلیل آن راحتتر از متن است.
Pert، state transitioin، transaction diagram از نمونه‌های دیاگرام جریان کنترل هستند.
(مخفف انگلیسی: CFD)
(به انگلیسی: Control flow diagram)

## انواع دیاگرام جریان کنترل

### دیاگرام جریان کنترل پردازش
که برای سیستم کنترل پردازش‌ها توسعه داده شده‌است

### دیاگرام جریان کنترل جستجوی عملکرد
شکل، نمونه از دیاگرام جریان کنترل جستجوی عملکرد الگوریتم را ارائه می‌دهد

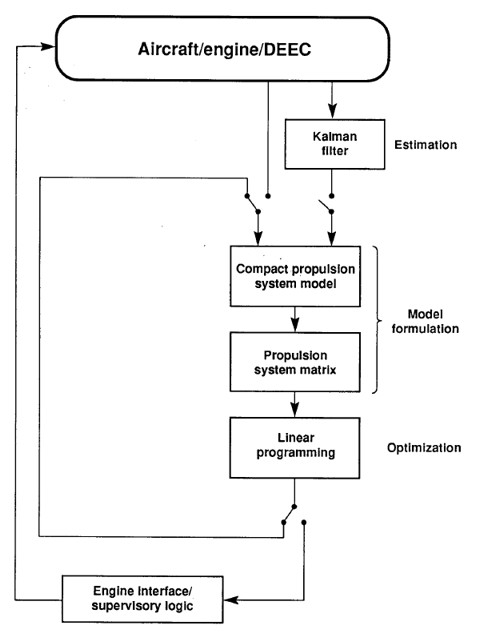
Example of a "performance seeking" control flow diagram.